# Clubiona parvula
Clubiona parvula este o specie de păianjeni din genul Clubiona, familia Clubionidae. A fost descrisă pentru prima dată de Saito, 1933. Conform Catalogue of Life specia Clubiona parvula nu are subspecii cunoscute.